# Lepidagathis dispar
Lepidagathis dispar är en akantusväxtart som beskrevs av C. B. Cl. och Merrill. Lepidagathis dispar ingår i släktet Lepidagathis och familjen akantusväxter. Inga underarter finns listade i Catalogue of Life.